# Fußballclub Hermannia Frankfurt
FC Hermannia Frankfurt was een Duitse voetbalclub uit Frankfurt am Main.

## Geschiedenis
De precieze oprichtingsdatum van de club is niet meer bekend. De club sloot zich aan bij de Zuid-Duitse voetbalbond en nam in 1902 deel aan de voorronde van de competitie. Na twee keer een 7:0 overwinning op FC Germania Offenbach en Bockenheimer FVgg 01 verloor de club met 3:0 van FC Kickers Frankfurt en miste zo de eindronde. Vanaf 1903 speelde de club in de Westmaincompetitie en eindigde in het eerste seizoen derde. De volgende twee jaar eindigde de club slecht en in 1906/07 werden ze gediskwalificeerd, al is de reden hiervoor niet meer bekend. Na één seizoen nam de club opnieuw deel aan de competitie en werd nu voorlaatste. In 1908 voerde de bond vier nieuwe competities in voor geheel Zuid-Duitsland en Hermannia ging in de Nordkreisliga spelen. Deze bestond uit twee reeksen en de club werd vierde. 
Door financiële problemen ging de club in 1910 failliet en werd ontbonden. De houten tribune van de club werd verkocht aan Frankfurter FC Victoria 1899.